# Puellina radiata
Puellina radiata är en mossdjursart som först beskrevs av Karl von Moll 1803.  Puellina radiata ingår i släktet Puellina och familjen Cribrilinidae. Inga underarter finns listade i Catalogue of Life.